# Joe Morello
Joseph Albert Morello (Springfield, Massachusetts, 1928. július 17. – Irvington, New Jersey, 2011. március 12. amerikai jazzdobos; a legendás Dave Brubeck Quartet tagja volt.
Morello először hegedülni tanult. Már gyerekkorában fellépett a Bostoni Filharmonikusokkal. Tinédzser korától kezdve viszont már dobolt. Sokan hívták, de ő mindenképpen Dave Brubeckkel szeretett volna játszani. Egy két hónapos turné után tizenhárom évet játszottak együtt. 28 éves korában, 1956-ban csatlakozott a Dave Brubeck Quartethez.
A Take Five úgy született, hogy Morello és a szaxofonos Paul Desmond egy fellépés szünetében pilinckázott, és Brubeck felfigyelt a hangzásra.